# Bauma Viktor
Bauma Viktor Vince (Kolozsvár, 1892. november 1. – Budapest, 1964. augusztus 31.) bányamérnök, az ásványbányászat fejlesztője.

## Életpályája
1910–1914 között a selmecbányai Bányászati és Erdészeti Főiskola hallgatója volt. Tanulmányát az első világháború (1914–1918) miatt megszakította; bányamérnöki oklevelét Sopronban szerezte 1918-ban. 1918–1945 között különböző szénbányáknál üzemvezető főmérnökként dolgozott. Az 1949-ben létesített Vegyes-ásványbányászati Vállalat vezérigazgatója, 1951-től műszaki osztályvezetője volt.
Az ásványvagyon kutatása, bányászati feltárása, a földalatti és külszíni műveletek gépesítése, továbbá az ásványelőkészítő művek létesítése terén kimagasló munkát végzett. Tagja volt a Magyar Tudományos Akadémia Bányászati Bizottságának. Számos szakcikke jelent meg a Bányászati és Kohászati Lapokban.
Sírja a Farkasréti temetőben volt, melyet felszámoltak.

## Családja
Szülei: Bauma Alajos és Bojáki Julianna voltak. 1921-ben, Kolozsváron házasságot kötött Bácsenyszky Olgával (1896–1966).

## Művei
- Ipari ásványok teleptana és előkészítése (Budapest, 1951)
- A gipsz előfordulása, bányászata és felhasználása (Budapest, 1952)
- Ásványőrlő üzemek portalanításának feladatai (Bányászati Lapok, 1953)
- Kaolin előfordulása, tulajdonsága és előkészítése (Budapest, 1954)
- Ásványanyagok őrlésének és előkészítésének feladatai (Bányászati Lapok, 1956)
- A kaolintej szűrési és besűrítési műveletei (Bányászati Lapok, 1957)
- Különleges kaolin kinyerési eljárások. — Kaolinszárítási eljárások (Bányászati Lapok, 1958)
- Különleges kaolinkinyerési eljárások (Bányászati Lapok, 1958)